# Canton de Pierre-de-Bresse
Le canton de Pierre-de-Bresse est une circonscription électorale française située dans le département de Saône-et-Loire et la région Bourgogne-Franche-Comté.

## Géographie
Ce canton est organisé autour de Pierre-de-Bresse dans l'arrondissement de Louhans. Son altitude varie de 173 m (Charette-Varennes) à 218 m (Beauvernois) pour une altitude moyenne de 203 m.

## Histoire
Par décret du 18 février 2014, le nombre de cantons du département est divisé par deux, avec mise en application aux élections départementales de mars 2015. Le canton de Pierre-de-Bresse est conservé et s'agrandit. Il passe de 17 à 33 communes.

## Représentation

### Conseillers d'arrondissement (de 1833 à 1940)
Le canton de Pierre-de-Bresse avait deux conseillers d'arrondissement jusqu'en 1886.
| Période                                  | Période      | Identité                                                   | Étiquette   | Qualité |
| ---------------------------------------- | ------------ | ---------------------------------------------------------- | ----------- | --- |
| 1833                                     | 1836         | Jean Charles Bonjean-Prébet (1768-1839)                    |             | Propriétaire à Pierre-de-Bresse                                                                             |
| 1833                                     | 1842         | Pierre François Guyennot (1805-1860)                       |             | Maire de Pierre-de-Bresse                                                                                   |
| 1836                                     | 1839         | Pierre Eugène Fresne (1803-1879)                           |             | Avocat, adjoint au maire de Pierre-de-Bresse                                                                |
| 1839                                     | 1842         | Antoine Louis Bernard Ernest Carrelet de Loisy (1805-1880) |             | Propriétaire à Terrans                                                                                      |
| 1842                                     | 1848         | François Muzeau                                            |             | Maire de Saint-Bonnet-en-Bresse                                                                             |
| 1848                                     | 1870         | Balthazard Auguste Cornet (1802-1876)                      |             | Maire de Saint-Bonnet-en-Bresse                                                                             |
| 1848                                     | 1867 (décès) | Marc Désiré Guillot (1808-1867)                            |             | Notaire, maire de Bellevesvre                                                                               |
| 1867                                     | 1870         | M. Druard                                                  |             | Propriétaire à Pierre-de-Bresse                                                                             |
| 1870                                     | 1871         | Désiré Guichard                                            |             | Notaire à La Chapelle-Saint-Sauveur                                                                         |
| 1870                                     | 1871         | M. Petit                                                   |             | |
| 1871                                     | 1886         | Henri Jolyet                                               | Républicain | Notaire à Pierre-de-Bresse                                                                                  |
| 1871                                     | 1877         | M. Nouvelot                                                |             | Propriétaire à Bellevesvre                                                                                  |
| 1877                                     | 1886         | Étienne Jacob                                              |             | Cultivateur et négociant en beurre et fromages à Pierre-de-Bresse                                           |
| 1886                                     | 1895         | Louis Adenot (1833-1902)                                   | Républicain | Suppléant du juge de paix, conseiller municipal de Pierre-de-Bresse                                         |
| 1895                                     | 1899 (décès) | Jean-Baptiste Cordelier                                    |             | Propriétaire viticulteur, maire de Varennes-sur-le-Doubs                                                    |
| 28 oct. 1899                             | 1904         | Maxime Druard                                              | Radical     | Propriétaire à Pierre-de-Bresse                                                                             |
| 2 oct. 1904                              | 1925         | Pierre Gauthey-Bon                                         | Radical     | Fondateur du journal L'Indépendant de Saône-et-Loire, propriétaire à Pierre-de-Bresse                       |
| 1925                                     | 1933         | Lucien Rebouillat                                          | Radical     | Président des anciens combattants et des mutilés, négociant à Pierre-de-Bresse                              |
| 1933                                     | 1940         | René Bouvat                                                | Radical     | Vétérinaire sanitaire à Pierre-de-Bresse                                                                    |
| 1940                                     |              |                                                            |             | Les conseils d'arrondissement ont été suspendus par la loi du 12 octobre 1940 et n'ont jamais été réactivés |
| Les données manquantes sont à compléter. |              |                                                            |             | |

### Conseillers généraux de 1833 à 2015
| Période | Période          | Identité                                        | Étiquette      | Qualité                                                                                                |
| ------- | ---------------- | ----------------------------------------------- | -------------- | --- |
| 1833    | 1848             | Auxonne Marie Théodose Comte de Thiard de Bissy | Extrême-gauche | Maréchal-de-camp Député (1815, 1820-1823, 1824, 1834, 1837-1849)                                       |
| 1848    | 1860 (décès)     | Pierre François Clair Guyennot                  |                | Banquier, maire de Pierre-de-Bresse (1831-1860), ancien conseiller d'arrondissement                    |
| 1861    | 1871             | Claude-Edmond Paillot                           |                | Suppléant du juge de paix Maire de Pierre-de-Bresse                                                    |
| 1871    | 1874             | Désiré Guichard                                 |                | Notaire à La Chapelle-Saint-Sauveur, conseiller d'arrondissement                                       |
| 1874    | 1886             | Philippe Druard                                 | Républicain    | Propriétaire du château de la Défriche à Toulon-sur-Arroux                                             |
| 1886    | 1904             | Louis Maxime Olivier Vicomte de Truchis de Lays | Conservateur   | Ancien officier, propriétaire-agriculteur Maire de Lays-sur-le-Doubs                                   |
| 1904    | 1933 (démission) | Maxime Druard                                   | Rad.           | Banquier - Maire de Fretterans puis de Pierre-de-Bresse Conseiller d'arrondissement (1901-1904)        |
| 1933    | 1940             | Lucien Rebouillat                               | Rad.           | Négociant à Pierre-de-Bresse, conseiller d'arrondissement                                              |
|         |                  |                                                 |                | |
| 1945    | 1958             | Lucien Rebouillat                               | Rad.           | Négociant à Pierre-de-Bresse                                                                           |
| 1958    | 1970             | Pierre Deliry                                   | RI             | Pisciculteur, représentant de commerce à Chalon-sur-Saône                                              |
| 1970    | 1982             | André Camus (1914-2004)                         | SFIO puis PS   | Directeur de la Caisse d'Épargne Maire de Pierre-de-Bresse Suppléant du député Pierre Joxe (1978-1981) |
| 1982    | 2001             | Jean Pareau                                     | UDF            | Commerçant Maire de Pierre-de-Bresse                                                                   |
| 2001    | 2015             | Alain Gillet                                    | UMP            | Assureur Maire puis adjoint au maire de Pierre-de-Bresse (1995-2014)                                   |

### Conseillers départementaux à partir de 2015
| Période élective | Période élective | Mandat | Mandat   | Identité            | Nuance | Nuance | Qualité |
| ---------------- | ---------------- | ------ | -------- | ------------------- | ------ | ------ | --- |
| 2015             | 2021             | 2015   | 2021     | Aline Gruet         |        | LR     | Directrice d'agence de caisse d'épargne Première adjointe au maire de Pierre-de-Bresse (maire depuis 2020) |
| 2015             | 2021             | 2015   | 2021     | Bertrand Rouffiange |        | DVD    | Vétérinaire, maire de Serley (2014-2020)                                                                   |
| 2021             | 2028             | 2021   | en cours | Aline Gruet         |        | LR     | Conseillère sortante                                                                                       |
| 2021             | 2028             | 2021   | en cours | Sébastien Jacquard  |        | DVD    | Employé, maire de Sens-sur-Seille                                                                          |

### Résultats détaillés

#### Élections de mars 2015
À l'issue du 1er tour des élections départementales de 2015, trois binômes sont en ballottage : Aline Gruet et Bertrand Rouffiange (Union de la Droite, 35,74 %), Jocelyne Euvrard et Denis Lamard (Union de la Gauche, 32,4 %) et Sébastien Alloin et Cécile Guilhot (FN, 31,86 %). Le taux de participation est de 58,08 % (6 914 votants sur 11 905 inscrits) contre 50,75 % au niveau départemental et 50,17 % au niveau national.
Au second tour, Aline Gruet et Bertrand Rouffiange (Union de la Droite) sont élus avec 38,92 % des suffrages exprimés et un taux de participation de 62,53 % (2 778 voix pour 7 442 votants et 11 902 inscrits).
Bertrand Rouffiange, élu en 2015 avec l'étiquette LR, est candidat en 2021 avec l'étiquette RN.

#### Élections de juin 2021
Le premier tour des élections départementales de 2021 est marqué par un très faible taux de participation (33,26 % au niveau national). Dans le canton de Pierre-de-Bresse, ce taux de participation est de 36,46 % (4 347 votants sur 11 922 inscrits) contre 32,7 % au niveau départemental. À l'issue de ce premier tour, deux binômes sont en ballottage : Aline Gruet et Sébastien Jacquard (DVD, 56,41 %) et Ghislaine Fraisse et Bertrand Rouffiange (RN, 24,83 %).
Le second tour des élections est marqué une nouvelle fois par une abstention massive équivalente au premier tour. Les taux de participation sont de 34,36 % au niveau national, 33,9 % dans le département et 38,72 % dans le canton de Pierre-de-Bresse. Aline Gruet et Sébastien Jacquard (DVD) sont élus avec 73,66 % des suffrages exprimés (3 141 voix pour 4 616 votants et 11 923 inscrits),,.

## Composition

### Composition avant 2015
Le canton de Pierre-de-Bresse comprenait 17 communes.
| Nom                          | Code Insee | Codepostal | Superficie (km2) | Population (dernière pop. légale) | Densité (hab./km2) |
| ---------------------------- | ---------- | ---------- | ---------------- | --------------------------------- | ------------------ |
| Pierre-de-Bresse (chef-lieu) | 71351      | 71270      | 28,06            | 1 972 (2012)                      | 70                 |
| Authumes                     | 71013      | 71270      | 12,88            | 264 (2012)                        | 20                 |
| Beauvernois                  | 71028      | 71270      | 8,94             | 107 (2012)                        | 12                 |
| Bellevesvre                  | 71029      | 71270      | 7,13             | 273 (2012)                        | 38                 |
| La Chapelle-Saint-Sauveur    | 71093      | 71310      | 27,36            | 664 (2012)                        | 24                 |
| Charette-Varennes            | 71101      | 71270      | 16,47            | 437 (2012)                        | 27                 |
| La Chaux                     | 71121      | 71310      | 11,00            | 304 (2012)                        | 28                 |
| Dampierre-en-Bresse          | 71168      | 71310      | 11,09            | 174 (2012)                        | 16                 |
| Fretterans                   | 71207      | 71270      | 10,27            | 291 (2012)                        | 28                 |
| Frontenard                   | 71208      | 71270      | 12,31            | 232 (2012)                        | 19                 |
| Lays-sur-le-Doubs            | 71254      | 71270      | 10,38            | 132 (2012)                        | 13                 |
| Montjay                      | 71314      | 71310      | 11,03            | 194 (2012)                        | 18                 |
| Mouthier-en-Bresse           | 71326      | 71270      | 30,32            | 421 (2012)                        | 14                 |
| Pourlans                     | 71357      | 71270      | 16,04            | 197 (2012)                        | 12                 |
| La Racineuse                 | 71364      | 71310      | 7,11             | 165 (2012)                        | 23                 |
| Saint-Bonnet-en-Bresse       | 71396      | 71310      | 17,61            | 472 (2012)                        | 27                 |
| Torpes                       | 71541      | 71270      | 15,70            | 390 (2012)                        | 25                 |

### Composition à partir de 2015
Le canton de Pierre-de-Bresse comprend désormais 33 communes entières.
| Nom                                      | Code Insee | Intercommunalité         | Superficie (km2) | Population (dernière pop. légale) | Densité (hab./km2) | Modifier                                    |
| ---------------------------------------- | ---------- | ------------------------ | ---------------- | --------------------------------- | ------------------ | ------------------------------------------- |
| Pierre-de-Bresse (bureau centralisateur) | 71351      | CC Bresse Nord Intercom' | 28,06            | 1 945 (2022)                      | 69                 | modifier les données · modifier les données |
| Authumes                                 | 71013      | CC Bresse Nord Intercom' | 12,88            | 286 (2022)                        | 22                 | modifier les données · modifier les données |
| Beaurepaire-en-Bresse                    | 71027      | CC Bresse Revermont 71   | 10,42            | 724 (2022)                        | 69                 | modifier les données · modifier les données |
| Beauvernois                              | 71028      | CC Bresse Nord Intercom' | 8,94             | 103 (2022)                        | 12                 | modifier les données · modifier les données |
| Bellevesvre                              | 71029      | CC Bresse Nord Intercom' | 7,13             | 306 (2022)                        | 43                 | modifier les données · modifier les données |
| Bosjean                                  | 71044      | CC Bresse Revermont 71   | 18,64            | 311 (2022)                        | 17                 | modifier les données · modifier les données |
| Bouhans                                  | 71045      | CC Bresse Revermont 71   | 10,21            | 176 (2022)                        | 17                 | modifier les données · modifier les données |
| La Chapelle-Saint-Sauveur                | 71093      | CC Bresse Nord Intercom' | 27,36            | 641 (2022)                        | 23                 | modifier les données · modifier les données |
| Charette-Varennes                        | 71101      | CC Bresse Nord Intercom' | 16,47            | 434 (2022)                        | 26                 | modifier les données · modifier les données |
| La Chaux                                 | 71121      | CC Bresse Nord Intercom' | 11,00            | 323 (2022)                        | 29                 | modifier les données · modifier les données |
| Dampierre-en-Bresse                      | 71168      | CC Bresse Nord Intercom' | 11,09            | 173 (2022)                        | 16                 | modifier les données · modifier les données |
| Devrouze                                 | 71173      | CC Bresse Revermont 71   | 14,64            | 328 (2022)                        | 22                 | modifier les données · modifier les données |
| Diconne                                  | 71175      | CC Bresse Revermont 71   | 15,94            | 373 (2022)                        | 23                 | modifier les données · modifier les données |
| Frangy-en-Bresse                         | 71205      | CC Bresse Revermont 71   | 23,68            | 672 (2022)                        | 28                 | modifier les données · modifier les données |
| Fretterans                               | 71207      | CC Bresse Nord Intercom' | 10,27            | 282 (2022)                        | 27                 | modifier les données · modifier les données |
| Frontenard                               | 71208      | CC Bresse Nord Intercom' | 12,31            | 204 (2022)                        | 17                 | modifier les données · modifier les données |
| Lays-sur-le-Doubs                        | 71254      | CC Bresse Nord Intercom' | 10,38            | 162 (2022)                        | 16                 | modifier les données · modifier les données |
| Mervans                                  | 71295      | CC Bresse Revermont 71   | 28,78            | 1 488 (2022)                      | 52                 | modifier les données · modifier les données |
| Montjay                                  | 71314      | CC Bresse Revermont 71   | 11,03            | 199 (2022)                        | 18                 | modifier les données · modifier les données |
| Mouthier-en-Bresse                       | 71326      | CC Bresse Nord Intercom' | 30,32            | 428 (2022)                        | 14                 | modifier les données · modifier les données |
| Le Planois                               | 71352      | CC Bresse Revermont 71   | 5,17             | 87 (2022)                         | 17                 | modifier les données · modifier les données |
| Pourlans                                 | 71357      | CC Bresse Nord Intercom' | 16,04            | 220 (2022)                        | 14                 | modifier les données · modifier les données |
| La Racineuse                             | 71364      | CC Bresse Nord Intercom' | 7,11             | 172 (2022)                        | 24                 | modifier les données · modifier les données |
| Saillenard                               | 71380      | CC Bresse Revermont 71   | 17,88            | 810 (2022)                        | 45                 | modifier les données · modifier les données |
| Saint-Bonnet-en-Bresse                   | 71396      | CC Bresse Nord Intercom' | 17,61            | 489 (2022)                        | 28                 | modifier les données · modifier les données |
| Saint-Germain-du-Bois                    | 71419      | CC Bresse Revermont 71   | 30,33            | 1 947 (2022)                      | 64                 | modifier les données · modifier les données |
| Savigny-en-Revermont                     | 71506      | CC Bresse Revermont 71   | 27,21            | 1 141 (2022)                      | 42                 | modifier les données · modifier les données |
| Sens-sur-Seille                          | 71514      | CC Bresse Revermont 71   | 11,70            | 432 (2022)                        | 37                 | modifier les données · modifier les données |
| Serley                                   | 71516      | CC Bresse Revermont 71   | 22,60            | 595 (2022)                        | 26                 | modifier les données · modifier les données |
| Serrigny-en-Bresse                       | 71519      | CC Bresse Revermont 71   | 12,36            | 187 (2022)                        | 15                 | modifier les données · modifier les données |
| Le Tartre                                | 71534      | CC Bresse Revermont 71   | 3,83             | 109 (2022)                        | 28                 | modifier les données · modifier les données |
| Thurey                                   | 71538      | CC Bresse Revermont 71   | 18,22            | 422 (2022)                        | 23                 | modifier les données · modifier les données |
| Torpes                                   | 71541      | CC Bresse Nord Intercom' | 15,70            | 376 (2022)                        | 24                 | modifier les données · modifier les données |
| Canton de Pierre-de-Bresse               | 7126       |                          | 525,31           | 16 545 (2022)                     | 31                 | modifier les données                        |

## Démographie

### Démographie avant 2015
| 1962  | 1968  | 1975  | 1982  | 1990  | 1999  | 2006  | 2011  | 2012  |
| ----- | ----- | ----- | ----- | ----- | ----- | ----- | ----- | ----- |
| 9 250 | 8 431 | 7 792 | 7 064 | 6 515 | 6 290 | 6 468 | 6 662 | 6 689 |

### Démographie depuis 2015
En 2022, le canton comptait 16 545 habitants, en évolution de +0,88 % par rapport à 2016 (Saône-et-Loire : −1,06 %, France hors Mayotte : +2,11 %).
| 2013   | 2018   | 2022   |
| ------ | ------ | ------ |
| 16 320 | 16 414 | 16 545 |